# Американо-колумбийские отношения
Американо-колумбийские отношения — двусторонние дипломатические отношения между США и Колумбией.

## История
В 1822 году Колумбия получила независимость от Испании, в этом же году Соединенные Штаты установили с ней дипломатические отношения. Колумбия является страной со средним уровнем жизни и одной из старейших демократий в Латинской Америке. Колумбия почти полвека ведёт интенсивный вооружённый конфликт с повстанческими и военизированными группировками, которые занимаются незаконным производством и оборотом наркотиков. 18 октября 2012 года в Осло начались мирные переговоры между правительством Колумбии и Революционными вооружёнными силами Колумбии (FARC), а следующая часть переговоров прошла в Гаване в ноябре 2012 года. Долгосрочные интересы США в регионе — оказание всяческой поддержки Колумбии в борьбе с боевиками, помощь в достижении безопасности, стабильности и процветания в этой южноамериканской стране.
США и Колумбия подписали соглашения о торговле, охране окружающей среды, распределении активов, химического контроля, возобновляемых и чистых источников энергии, науки и техники, гражданской авиации. 

### 2025 год
США ввели комплекс жестких санкционных мер в отношении Колумбии в ответ на отказ последней принимать депортированных мигрантов. Президент США Дональд Трамп объявил о следующих мерах:
1. Введение 25-процентных пошлин на все товары, импортируемые из Колумбии.
2. Запрет на въезд в США для колумбийских должностных лиц.
3. Введение усиленного досмотра для всех граждан Колумбии при пересечении границы США.
Данные меры были приняты после того, как Колумбия отказалась принять два американских самолета с депортируемыми мигрантами на борту. Президент Трамп охарактеризовал действия колумбийских властей как угрозу национальной и общественной безопасности Соединенных Штатов.
Администрация США заявила, что эти санкции являются "срочными и решительными ответными мерами" на действия Колумбии. Трамп также предупредил о возможном дальнейшем ужесточении санкций, если ситуация не изменится.
Данный дипломатический конфликт происходит на фоне ужесточения иммиграционной политики США, включая планы по масштабной депортации нелегальных мигрантов.

## Торговля
Соединенные Штаты являются крупнейшим торговым партнером Колумбии, между двумя странами имеется соглашение о свободной торговле, которое вступило в силу в мае 2012 года. Это соглашение направлено на улучшение инвестиционного климата, отмене пошлин и других барьеров для экспорта из США, расширение торговли и стимулирование экономического роста в обеих странах. Экспорт США в Колумбию: машины, нефть, сельскохозяйственные продукты, органические химикаты, пластик. Импорт США из Колумбии: сырая нефть, золото, кофе, цветы, текстиль и бананы. Около 250 американских компаний зарегистрированы в Колумбии. Прямые инвестиции из США в Колумбию в основном сосредоточены в горнодобывающей и обрабатывающей отраслях.